# Hans-Joachim Rehse

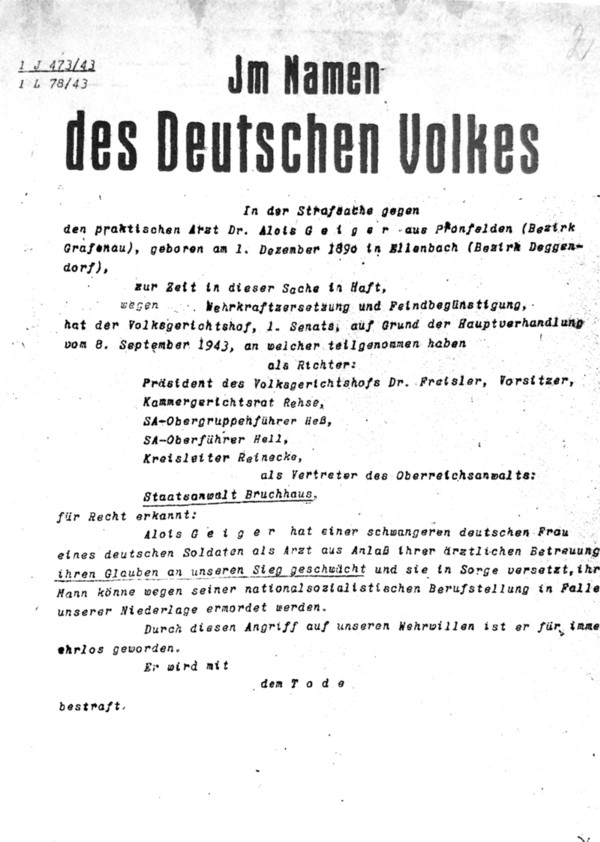
Todesurteil wegen Wehrkraftzersetzung und Feindbegünstigung von Roland Freisler, Hans-Joachim Rehse, Arthur Heß, Berthold Hell, Heinrich Reinecke, Karl Bruchhaus vom 8. September 1943 gegen Alois Geiger

Hans-Joachim Rehse (* 27. September 1902 in Prenden, Landkreis Niederbarnim; † 5. September 1969 in Schleswig) war in der Zeit des Nationalsozialismus Richter am Volksgerichtshof in Berlin. Sein Name steht beispielhaft für das Scheitern der deutschen Justiz in der Nachkriegszeit, das verübte NS-Unrecht aufzuarbeiten.

## Zur Person
Rehse, Sohn eines Pfarrers, bestand 1927 und 1930 die beiden juristischen Staatsexamina mit hervorragenden Noten. In einer steilen Karriere diente er sich vom Gerichtsassessor 1931 bis zum Kammergerichtsrat 1942 hoch. Von Frühjahr 1934 bis Ende 1937 war er – damals so genannter – Hilfsarbeiter des Untersuchungsrichters beim Volksgerichtshof, von 1939 bis November 1941 Ermittlungsrichter und ab 10. November 1941 Hilfsrichter beim Volksgerichtshof.
Von 1919 bis 1921 war Rehse Mitglied des „Deutschen Bismarckbundes“, der später in Bismarckjugend umbenannt wurde, einer Jugendorganisation, die der DNVP nahe stand. Schließlich wurde er von 1925 bis 1929 Mitglied der DNVP. Zum 1. Mai 1933 trat er der NSDAP bei (Mitgliedsnummer 2.768.045).
In der Nachkriegszeit war Rehse ab 1956 Richter in Schleswig-Holstein. 1969 starb er an einem Herzinfarkt.

## Mitwirkung bei Todesurteilen
Rehse wirkte als beisitzender Richter neben den Vorsitzenden Richtern Otto Georg Thierack und später Roland Freisler im 1. Senat des Volksgerichtshofs an mindestens 231 Todesurteilen mit.

### Gegen Max Josef Metzger
Der katholische Priester Max Josef Metzger hatte von Berlin aus an den schwedischen Erzbischof in Uppsala ein Manifest gerichtet, in dem er in getarnter Form eine demokratische Staatsordnung für Deutschland nach dem Krieg entworfen hatte. Das Manifest war nicht für die Öffentlichkeit bestimmt und fiel durch eine Denunziation der Gestapo in die Hände.
In dem Todesurteil vom 14. Oktober 1943 ist unter anderem zu lesen, es handele sich hierbei um Feindbegünstigung oder Hochverrat: „Jeder Volksgenosse weiß, daß ein solches Ausscheren eines einzelnen Deutschen aus unserer Kampffront eine ungeheuerliche Schandtat ist … ein Verrat in der Richtung auf Defaitismus … ein Verrat, den unser gesundes Volksempfinden für todeswürdig hält.“
Hierzu stellte der Bundesgerichtshof in einem Strafverfahren gegen Dagmar Imgart, die Denunziantin des Priesters, bereits 1956 fest, dass seine Verurteilung und die Vollstreckung des Urteils – das war die Todesstrafe – „eine vorsätzliche rechtswidrige Tötung unter dem Deckmantel der Strafrechtspflege“ gewesen sei. Es habe sich dabei um die Ausnutzung gerichtlicher Formen zur widerrechtlichen Tötung gehandelt. Eine solche Rechtsanwendung diene nur noch der Vernichtung des politischen Gegners und verletze den unantastbaren rechtlichen Kernbereich. Dadurch enthülle eine derartige „Rechtsprechung“ ihr wahres Wesen als Terrorinstrument.

### Gegen Walther Arndt
Der Berliner Zoologe Walther Arndt hatte am 23. Juli 1943 auf einem gemeinsamen Weg zu einem Kollegen geäußert, es gehe nun mit dem Dritten Reich zu Ende, und es könne sich nur noch um die Bestrafung der Schuldigen handeln; seit dem Reichstagsbrandschwindel habe er gewusst, dass es so kommen werde.
Im Todesurteil vom 11. Mai 1944 ist zu lesen: „Nein, mit A. mußte der Volksgerichtshof so verfahren wie mit anderen Defaitisten (§ 5 KSSVO), die unserem kämpfenden Volk mit ihrem entmutigenden Zersetzungsreden in den Rücken fallen und die sich dadurch für immer ehrlos gemacht haben. Er mußte zum Tod verurteilt werden, damit die Siegesgewißheit und damit die Kampfkraft unserer Heimat unangetastet bleibt.“

### Gegen Pfarrer Joseph Müller
Ein anderes Todesurteil betraf den katholischen Pfarrer Joseph Müller. Dieser hatte im August 1943 einem Handwerker gegenüber geäußert, die Lage sei ernst, der Krieg könne leicht verlorengehen. Kurze Zeit später erzählte Müller dem Handwerker noch folgenden Witz: Ein Verwundeter habe als Sterbender gebeten, die noch einmal zu sehen, für die er sterben müsse; da habe man das Bild Hitlers rechts, das Görings links neben ihn gestellt; und da habe er gesagt: „Jetzt sterbe ich wie Christus.“
Im Todesurteil vom 28. Juli 1944 ist zu lesen: „Wenn nach dem allen Müller seinen Witz … Ein solches Verhalten ist Verrat an Volk, Führer und Reich. Solcher Verrat macht für immer ehrlos. Ein solches Attentat auf unsere moralische Kraft kann – damit ähnliche Verratslüsterne abgeschreckt werden – nicht anders als mit dem Tode bestraft werden.“

## Strafrechtliche Ahndung
1957 nahm die Staatsanwaltschaft Flensburg ein Ermittlungsverfahren gegen Rehse auf, das eingestellt wurde, weil nicht nachgewiesen werden konnte, dass Rehse für den Tod des Angeklagten gestimmt hatte.
Auch 1963 lehnte es das Oberlandesgericht München ab, Rehse wegen eines Todesurteils in einem vergleichbaren Falle zu verfolgen. In Übereinstimmung mit der Rechtsprechung des BGH führte es aus, dem Angeschuldigten könne nicht nachgewiesen werden, dass er mit bestimmtem Vorsatz Rechtsbeugung und ein Verbrechen wider das Leben begangen habe. Rehse sei dem damaligen Rechtsdenken verhaftet gewesen. Angesichts der Unterworfenheit unter die damaligen Gesetze, die er als verbindliches Recht angesehen und infolge Verblendung für richtig gehalten habe, könne ihm ein bestimmter Vorsatz nicht nachgewiesen werden.

### Der Tatbestand der Rechtsbeugung
Das Oberlandesgericht bezog sich dabei auf eine grundlegende Entscheidung des Bundesgerichtshofs vom 7. Dezember 1956, wonach der „bestimmte“ Vorsatz des Rechtsbeugers sich auch auf die unrichtige Rechtsanwendung beziehen müsse. Insoweit wich er von einer früheren Entscheidung ab. Dort hielt es ein anderer Senat für ausreichend, dass der Täter wenigstens damit gerechnet habe, es also für möglich gehalten habe, dass das Todesurteil objektiv rechtswidrig gewesen sei, und trotzdem für diese Strafe gestimmt habe (so genannter „bedingter Vorsatz“, der geringere Anforderungen an die innere Tatseite stellt). Außerdem genügte es dem Bundesgerichtshof in jener Entscheidung, dass es für jeden unvoreingenommenen Richter offensichtlich gewesen sei, dass die Fahnenflucht der Soldaten nicht die Höchststrafe, nämlich die Todesstrafe, verdient habe.
Im Ergebnis hat der Bundesgerichtshof gegenüber NS-Juristen erstaunliche Milde walten lassen, indem er ihnen ihre – vorgebliche – rechtliche Verblendung zugutegehalten hat. Andere Täter, wie beispielsweise Denunzianten, konnten mit derartiger Milde nicht immer rechnen.
Zu derartigen Argumentationsmustern hat der Frankfurter Generalstaatsanwalt Fritz Bauer bemerkt: Kein Mensch werde heute aus der Bewusstseinsspaltung der Juristen klug. In den Entnazifizierungsakten sei zu lesen, dass alle samt und sonders dagegen gewesen seien. Wurden aber Richter und Staatsanwälte etwa wegen exzessiver Todesurteile zur Rechtfertigung gezogen, so beteuerten sie, seinerzeit in ungetrübter Übereinstimmung mit ihrem Gewissen verfolgt und gerichtet zu haben, womit nach herrschendem Juristenrecht Rechtsbeugung und Totschlag entfielen.
Demgegenüber hat der Bundesgerichtshof im Falle eines Richters in der damaligen SBZ, der Zeugen Jehovas zu sehr hohen Freiheitsstrafen verurteilt hatte, ausgeführt: „Der Angeklagte ist Volljurist, von dem erwartet werden kann, dass er ein Gefühl dafür hat, ob eine Strafe in unerträglichem Mißverhältnis zur Schwere der Tat und zur Schuld des Täters steht“.

### Die Urteile in Sachen Rehse

#### Erstes Urteil LG Berlin
Rehse musste sich dann doch noch vor Gericht für einige Taten, u. a. wegen des oben geschilderten Falles des Pfarrers Müller, verantworten. Die Schwurgerichtskammer des Landgerichts Berlin lehnte sich gegen die damals gültige Behandlung von NS-Tätern in Robe auf und verurteilte Rehse am 3. Juli 1967 wegen Beihilfe zu Mord in drei Fällen und Beihilfe zum versuchten Mord in vier Fällen zu fünf Jahren Zuchthaus unter Anrechnung der vom 9. Februar 1967 angeordneten Untersuchungshaft.

#### Urteil des BGH
Der zuständige 5. Strafsenat des BGH unter dem Vorsitz von Werner Sarstedt hob demgegenüber in dem von Staatsanwaltschaft und Angeklagtem angestrengten Revisionsverfahren das Urteil des Landgerichts auf, da ein beisitzender Richter des Volksgerichtshofes infolge seines gleichberechtigten Stimmrechts bei der Urteilsfällung auch unter dem Vorsitz Freislers nicht lediglich als Gehilfe, sondern als Täter mitwirkte. Damit Rehse jedoch als Mörder verurteilt werden könne (wegen der Verjährungsfristen kam Totschlag nicht mehr in Betracht), müssen auch bei ihm niedrige Beweggründe vorliegen. Dies hatte das Landgericht jedoch nicht ausreichend feststellen können. Der Strafsenat wies zudem darauf hin, dass das landgerichtliche Urteil auch bei den Ausführungen zum subjektiven Tatbestand der Rechtsbeugung Unklarheiten und Widersprüche enthalte, „u. a. übrigens auch im Zusammenhang mit den Ausdrücken ‚Rechtsblindheit‘ und ‚Verblendung‘, die, im üblichen Sinne verstanden, mit dem Vorsatz der Rechtsbeugung nicht vereinbar erscheinen.“ Der BGH hob das Urteil des Schwurgerichts zur erneuten Verhandlung vor dem Landgericht Berlin auf.

#### Zweites Urteil LG Berlin
Im zweiten Durchgang wurde Rehse freigesprochen.
Schwere Verfahrensverstöße seien nicht festzustellen. Die damals Angeklagten seien in ihrer Verteidigung nicht behindert worden. Auch aus den nur kurzen und ohne förmliche Abstimmung durchgeführten Beratungen (zur Urteilsfindung) lasse sich ein strafbares Verhalten Rehses nicht herleiten. Die auf die zum Tode Verurteilten angewandten Strafbestimmungen – § 91 b StGB und § 5 der Kriegssonderstrafrechtsverordnung – seien rechtsgültig gewesen.
Im Falle Metzger sei der Tatbestand der Feindbegünstigung erfüllt – was der Volksgerichtshof jedoch gerade nicht festgestellt, sondern offengelassen hatte (vgl. die Darstellung der Urteilsgründe im Artikel zu Max Josef Metzger).
Die Beweisführung des Volksgerichtshofs habe sich „im Rahmen sachlicher Überlegungen gehalten“.
Es könne Rehse nicht nachgewiesen werden, dass er Strafvorschriften bewusst unrichtig angewandt habe.
Die Verhängung der Todesstrafe sei zwar objektiv rechtswidrig gewesen, sie habe jedoch der scharfen Bekämpfung der Wehrkraftzersetzung durch den Volksgerichtshof entsprochen, der derartige Fälle in der Regel als todeswürdig angesehen habe.
Das Schwurgericht meinte, ob die Verurteilten sich auf ein Widerstandsrecht gegen das Unrechtsregime berufen konnten, lasse sich heute nicht mehr klären.
Die Staatsanwaltschaft beantragte Revision gegen das Urteil. Noch bevor der BGH sich erneut in dieser Sache äußern konnte, verstarb der Angeklagte in Schleswig an Herzversagen.

### Ergebnis
Obwohl in den 1960er-Jahren die strafrechtliche Aufarbeitung des NS-Unrechts in Gang gekommen war, lehnte die Rechtsprechung auf ihrem eigenen Feld eine Aufarbeitung der Vergangenheit ab. Das Rehse-Urteil leitete das Ende der strafrechtlichen Verfolgung aller NS-Justizjuristen ein.
Die Justiz hat die gerade in dem Urteil des BGH im Fall des Priesters Max Josef Metzger vorhandenen Ansätze, den Volksgerichtshof nicht als Gericht anzuerkennen und damit die Taten der „Richter“ ohne das Richterprivileg einer engen Auslegung des Rechtsbeugungstatbestandes zu beurteilen, nicht genutzt. Unbeachtet blieben auch Hinweise des Generalbundesanwaltes Max Güde aus dem Jahr 1960, wonach der Volksgerichtshof von vornherein ein politisches Instrument gewesen sei. Laut Güde hätten in ihm grundsätzlich nur dem Regime ergebene Juristen gesessen, zusammen mit hohen Funktionären von Partei, SA und SS; ein maßgebender Beamter des Volksgerichtshofs – ein Oberreichsanwalt – habe ihm einmal gesagt, Aufgabe des Volksgerichtshofs sei es nicht, Recht zu sprechen, sondern die Gegner des Nationalsozialismus zu vernichten.